# Landtagswahl in Thüringen 1999
- PDS: 21
- SPD: 18
- CDU: 49

- Regierung: 49
- Opposition: 39

Die Landtagswahl in Thüringen 1999 war die dritte Wahl zum Thüringer Landtag seit der Neugründung des Landes 1990. Sie fand am 12. September 1999 statt; die Wahlbeteiligung lag bei 59,9 %.
Die CDU unter Ministerpräsident Bernhard Vogel, der seit sieben Jahren im Amt war und seit der Landtagswahl 1994 in einer Großen Koalition mit der SPD regierte, erreichte einen sehr deutlichen Wahlsieg und konnte fortan mit einer absoluten Mehrheit regieren.

## Parteien
| Kürzel     | Partei                                      | Wahlkreis- bewerber |
| ---------- | ------------------------------------------- | ------------------- |
| CDU        | Christlich Demokratische Union Deutschlands | 44                  |
| PDS        | Partei des Demokratischen Sozialismus       | 44                  |
| SPD        | Sozialdemokratische Partei Deutschlands     | 44                  |
| DVU        | Deutsche Volksunion                         | –                   |
| Grüne      | Bündnis 90/Die Grünen                       | 27                  |
| FDP        | Freie Demokratische Partei                  | 41                  |
| VIBT       | Volksinteressenbund Thüringen               | 8                   |
| REP        | Die Republikaner                            | 40                  |
| Die Frauen | Feministische Partei Die Frauen             | –                   |
| Forum      | Neues Forum                                 | 1                   |
| NPD        | Nationaldemokratische Partei Deutschlands   | –                   |
| PBC        | Partei Bibeltreuer Christen                 | –                   |
| DSU        | Deutsche Soziale Union                      | 2                   |

## Ergebnis

Direktmandate in den Wahlkreisen

| Listen                                    | Listen            | Wahlkreisstimmen | Wahlkreisstimmen | Wahlkreisstimmen | Wahlkreisstimmen | Landesstimmen | Landesstimmen | Landesstimmen | Landesstimmen | Mandate | Mandate |
| Listen                                    | Listen            | Stimmen          | %                | +/-              | Mandate          | Stimmen       | %             | +/-           | Mandate       | Anzahl  | +/-     |
| ----------------------------------------- | ----------------- | ---------------- | ---------------- | ---------------- | ---------------- | ------------- | ------------- | ------------- | ------------- | ------- | ------- |
|                                           | CDU               | 569.887          | 49,3             | +7,0             | 44               | 592.474       | 51,0          | +8,4          | 5             | 49      | +7      |
|                                           | PDS               | 257.860          | 22,3             | +5,8             | –                | 247.906       | 21,3          | +4,8          | 21            | 21      | +4      |
|                                           | SPD               | 250.015          | 21,6             | –9,2             | –                | 214.801       | 18,5          | –11,1         | 18            | 18      | –11     |
|                                           | DVU               | –                | –                | N/A              | –                | 36.386        | 3,1           | N/A           | –             | –       | –       |
|                                           | Grüne             | 19.930           | 1,7              | –4,0             | –                | 21.617        | 1,9           | –2,6          | –             | –       | –       |
|                                           | FDP               | 22.583           | 2,0              | –1,8             | –                | 13.001        | 1,1           | –2,1          | –             | –       | –       |
|                                           | VIBT              | 9.574            | 0,8              | N/A              | –                | 9.983         | 0,9           | N/A           | –             | –       | –       |
|                                           | REP               | 24.306           | 2,1              | +1,6             | –                | 8.766         | 0,8           | –0,5          | –             | –       | –       |
|                                           | Die Frauen        | –                | –                | N/A              | –                | 6.099         | 0,5           | N/A           | –             | –       | –       |
|                                           | Forum             | 326              | 0,0              | –0,2             | –                | 3.574         | 0,3           | –0,8          | –             | –       | –       |
|                                           | NPD               | –                | –                | N/A              | –                | 2.751         | 0,2           | N/A           | –             | –       | –       |
|                                           | PBC               | –                | –                | N/A              | –                | 1.918         | 0,2           | N/A           | –             | –       | –       |
|                                           | DSU               | 392              | 0,0              | –0,1             | –                | 1.905         | 0,2           | –0,1          | –             | –       | –       |
|                                           | Einzelbewerber    | 618              | 0,1              | ±0,0             | –                | –             | –             | N/A           | –             | –       | –       |
| Gesamt                                    | Gesamt            | 1.155.491        | 100              |                  | 44               | 1.161.181     | 100           |               | 44            | 88      | –       |
|                                           |                   |                  |                  |                  |                  |               |               |               |               |         |         |
| Ungültige Stimmen                         | Ungültige Stimmen | 21.312           | 1,8              | –1,4             |                  | 15.622        | 1,3           | –1,4          |               |         |         |
| Wähler                                    | Wähler            | 1.176.803        | 59,9             | –15,0            |                  | 1.176.803     | 59,9          | –15,0         |               |         |         |
| Wahlberechtigte                           | Wahlberechtigte   | 1.965.937        |                  |                  |                  | 1.965.937     |               |               |               |         |         |
|                                           |                   |                  |                  |                  |                  |               |               |               |               |         |         |
| Quelle: Thüringer Landesamt für Statistik |                   |                  |                  |                  |                  |               |               |               |               |         |         |

## Detailergebnis

### Extremwerte (Landesstimmen)
| Partei     | Höchstes Ergebnis                     | Niedrigstes Ergebnis         |
| ---------- | ------------------------------------- | ---------------------------- |
| CDU        | Landkreis Eichsfeld (68,4 %)          | Jena (41,1 %)                |
| PDS        | Gera (32,0 %)                         | Landkreis Eichsfeld (11,1 %) |
| SPD        | Landkreis Nordhausen (23,1 %)         | Landkreis Eichsfeld (13,8 %) |
| DVU        | Landkreis Sömmerda (4,0 %)            | Erfurt (2,0 %) Jena (2,0 %)  |
| GRÜNE      | Jena (5,4 %)                          | Landkreis Sonneberg (0,9 %)  |
| FDP        | Jena (2,0 %)                          | Suhl (0,6 %)                 |
| VIBT       | Saale-Orla-Kreis (3,1 %)              | Landkreis Nordhausen (0,1 %) |
| REP        | Altenburger Land (1,4 %)              | Suhl (0,3 %)                 |
| Die Frauen | Gera (0,7 %) Altenburger Land (0,7 %) | 4 Kreise mit je 0,4 %        |
| FORUM      | Erfurt (0,7 %)                        | 3 Kreise mit je 0,1 %        |
| NPD        | Gera (0,8 %)                          | 9 Kreise mit je 0,1 %        |
| PBC        | 4 Kreise mit je 0,3 %                 | Suhl (0,0 %)                 |
| DSU        | Landkreis Sömmerda (0,4 %)            | 12 Kreise mit je 0,1 %       |

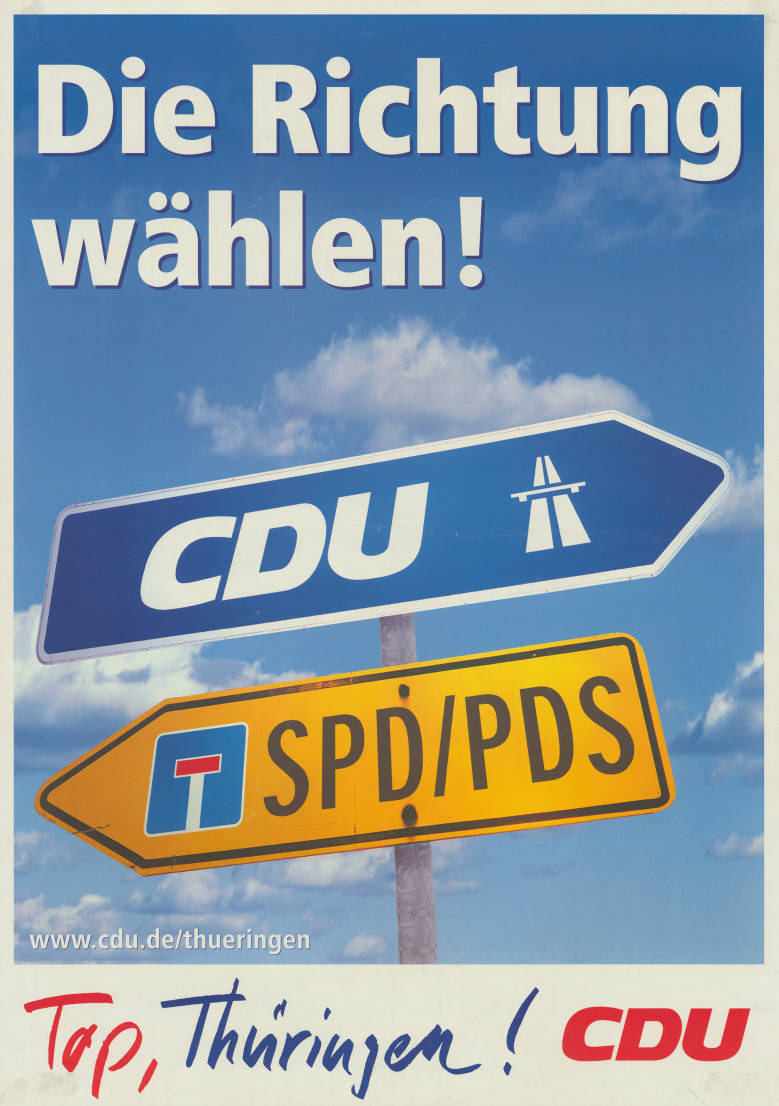
Wahlplakat der CDU

Die CDU gewann alle 44 Direktmandate; ihr Zweitstimmenanteil betrug in keinem der Wahlkreise unter 40 % und mit Ausnahme der Städte Gera und Jena überall mindestens 45 %.
Die PDS übertraf zum ersten Mal die Marke von 20 % und wurde damit erstmals zweitstärkste Kraft im Landtag, während die SPD – die seit einem Jahr unter Gerhard Schröder auf Bundesebene regierte – sich gerade in einer Phase schlechter Ergebnisse auf Landesebene befand; so hatte sie gerade eine Woche zuvor knapp im Saarland verloren und schnitt in den folgenden Wochen auch in Sachsen und Berlin schlecht ab.
Die DVU, die im Vorjahr mit mehr als 12 % der Stimmen in den Landtag von Sachsen-Anhalt und eine Woche zuvor auch in den Landtag Brandenburg eingezogen war, wurde viertstärkste Kraft in Thüringen und erhielt mehr Stimmen als Grüne und FDP zusammen, scheiterte jedoch mit einem Ergebnis von 3,1 % an der Fünf-Prozent-Hürde.
Bündnis 90/Die Grünen und FDP schnitten mit jeweils unter 2 % sehr schlecht ab und schafften wie schon 1994 nicht den Einzug in den Landtag. Auch die FDP durchlebte zu dieser Zeit eine Phase schlechter Landtagswahlergebnisse und war von 1995 bis 2000 bundesweit in nur vier Landesparlamenten vertreten.

## Folgen
Bernhard Vogel eröffnete am 1. Oktober 1999 den Thüringer Landtag zum zweiten Mal als Alterspräsident. Neue Präsidentin des Landtags wurde Christine Lieberknecht (CDU), die zuvor unter anderem Thüringer Kultusministerin und zuletzt Ministerin für Bundesangelegenheiten in der Staatskanzlei gewesen war.
Bernhard Vogel wurde mit 49 Stimmen gegen 36 Nein-Stimmen (bei drei Enthaltungen) zum dritten Mal zum Ministerpräsidenten gewählt. Er ernannte das Kabinett Vogel III.
Am 5. Juni 2003 gab der mittlerweile 70-jährige Bernhard Vogel das Amt des Ministerpräsidenten an Dieter Althaus ab, der die absolute Mehrheit der CDU bei der Landtagswahl 2004 knapp verteidigte.